# Netiv ha-Asara (Sinaj)
Netiv ha-Asara (hebrejsky: נְתִיב הָעֲשָׂרָה, doslova "Cesta Deseti", podle deseti vojáků izraelské armády kteří zemřeli roku 1971 při havárii vrtulníku nedaleko odtud, anglicky: Netiv HaAsara) byla izraelská osada v bloku osad Chevel Jamit nacházející se v severovýchodním cípu Sinajského poloostrova jižně od města Jamit.
Osada byla založena roku 1973. První osadníci sem dorazili v červenci 1973. Šlo o skupinu 30 rodin, které pak posílily další dvě skupiny s 24 rodinami. Šlo o zemědělskou osadu, která se zabývala zejména pěstováním zeleniny, květin, hroznů a manga. Kromě toho tu existovala živočišná výroba s chovem ovcí a drůbeže. Osadníci měli blízko k levicové straně Ma'arach. K roku 1977 zde zpráva připravená pro americký senát odhaduje počet obyvatel na 150.
Mošav Netiv ha-Asara byl vystěhován v důsledku podpisu Egyptsko-izraelské mírové smlouvy. 70 rodin ze zrušené osady se usadilo nedaleko odtud, ve vlastním Izraeli, kde založili stejnojmennou vesnici Netiv ha-Asara